# Championnat d'Islande de football 1934
Navigation
Saison précédente Saison suivante
La saison 1934 du Championnat d'Islande de football était la 23e édition de la première division islandaise.
C'est le KR Reykjavik qui remporte le titre et est sacré pour la 9e fois de son histoire champion d'Islande.

## Les 5 clubs participants
- KR Reykjavik
- Fram Reykjavik
- Valur Reykjavik
- Vikingur Reykjavik
- IBV Vestmannaeyjar

## Compétition

### Classement
Le barème de points servant à établir le classement se décompose ainsi :
- Victoire : 2 points
- Match nul : 1 point
- Défaite : 0 point

| Rang | Équipe             | Pts | J | G | N | P | Bp | Bc | Diff |
| ---- | ------------------ | --- | - | - | - | - | -- | -- | ---- |
| 1    | KR Reykjavik       | 7   | 4 | 3 | 1 | 0 | 12 | 5  | +7   |
| 2    | Valur Reykjavik T  | 6   | 4 | 3 | 0 | 1 | 23 | 5  | +18  |
| 3    | Fram Reykjavik     | 5   | 4 | 2 | 1 | 1 | 11 | 5  | +6   |
| 4    | IBV Vestmannaeyjar | 2   | 4 | 1 | 0 | 3 | 5  | 15 | -10  |
| 5    | Vikingur Reykjavik | 0   | 4 | 0 | 0 | 4 | 4  | 25 | -21  |

|  | Champion d'Islande 1934 |

### Matchs
Tous les matchs sont disputés au stade Melavöllur à Reykjavik.
| Résultats (▼dom., ►ext.)                                   | Fra | KR  | Val | Vik  | IBV |
| Fram Reykjavik                                             |     | 1-1 | 1-2 | 6-1  | 3-1 |
| KR Reykjavik                                               |     |     | 3-2 | 3-1  | 5-1 |
| Valur Reykjavik                                            |     |     |     | 13-1 | 6-0 |
| Vikingur Reykjavik                                         |     |     |     |      | 1-3 |
| IBV Vestmannaeyjar                                         |     |     |     |      |     |
| - Victoire à domicile - Match nul - Victoire à l'extérieur |     |     |     |      |     |

## Bilan de la saison
| Tableau d'Honneur                 |              |
| Compétition                       | Vainqueur    |
| Championnat d'Islande de football | KR Reykjavik |